# Onkel Kånkel and his kånkelbär
Onkel Kånkel and his kånkelbär (mer bekanta som endast Onkel Kånkel), var en svensk musikgrupp bildad i Kalmar 1979 under namnet Bult. Medlemmarnas verkliga identiteter hölls hemliga och de verkade under pseudonymerna Onkel Kånkel, CP-Sven, Epilepsi-Kurt, Stomi-Bertil och Arne Tammer. 
Bakom gruppen och dess huvudpseudonym stod trädgårdsmästaren Håkan Florå, född den 3 januari 1962 och avliden den 15 augusti 2009. Det var först i samband med Florås bortgång som "Onkel Kånkels" riktiga identitet offentliggjordes.
Tobias Forge, sångare i bandet Ghost, avslöjade i sitt sommarprat 2017 att han under en tid spelat gitarr i bandet.

## Musikalisk orientering
Onkel Kånkel tillhör pionjärerna inom den så kallade könsrocken, en undergroundbetonad musikstil med rötter i punken. Bandets främsta kännetecken är texter som på ett stötande och förlöjligande vis behandlar känsliga  och obscena ämnen så som avföring, pedofili, nazism, tidelag, lyteskomik och funktionsnedsättningar. Texterna utgör ofta ett slags berättelser vilkas persongalleri antingen utgörs av bandets egna uppdiktade figurer (till exempel Sture och Ture, CP-Åke och magister Fistelquist) eller av folkkära kändisar som Arne Weise, Martin Ljung, Thore Skogman och Lennart Swahn. Kombinationen av grova könsord och rim ger texterna deras särskilda kännetecken.
I ett större sammanhang kan man inordna bandet i en svensk tradition av obskyrt musikskapande, grundad av Johnny Bode och vidareförd av bland andra Eddie Meduza och Tom Zacharias. I det samtida musiklivet märks paralleller till band som Vrävarna, Anus Cancer, The Kristet Utseende och Slaskfittorna. Den gemensamma nämnaren är stötande, obscena texter samt till stor del alternativa distributionsformer. Låtar från albumet Kalle Anka Suger Pung spelades på radio, men skivan blev på grund av låtarnas stötande innehåll indragen från marknaden. Onkel Kånkel är nu vanligt förekommande på fildelningsnätverken på Internet och till viss del förekommer även annan könsrock som, trots att den inte är gjord av Onkel Kånkel, bär bandets namn.
Onkel Kånkels produktion utmärks av en stor musikalisk variationsrikedom. På de tidiga albumen Kalle Anka suger pung och Onkel Kånkels gyllene tider består sättningen som regel av elgitarr, bas, trummaskin och sång medan Onkel Kånkels underbara värld till stor del är synthorienterad. På julalbumet Gammeldags jul används i några fall munspel och dragspel. En tydlig utveckling mot större variation och melodirikedom är skönjbar genom bandets karriär. En annan trend är att låtarna i ökande grad baseras på redan utgivna, välkända melodier av artister och grupper såsom David Bowie, Sex Pistols, Gyllene Tider, Sammy Davis Jr., Imperiet, Rainbow, Motörhead, B.J. Thomas, Cockney Rejects, Hep Stars, Lotta Engberg, The Arrows, GES, Boney M., Joan Jett & The Blackhearts, Chris Andrews, Joy Division, Sodom, Venom med flera. Povel Ramel har i en intervju med Aftonbladet nämnts som en viktig inspirationskälla. Andra influenser som nämnts vid andra tillfällen är Martin Ljung, Billy Idol, The Clash, Iggy Pop, Lou Reed och Roxy Music.

## Kontroverser
År 1995 skickade riksdagsmannen Inge Carlsson (s) en skriftlig fråga till dåvarande justitieminister Laila Freivalds rörande ”Förbud mot kränkande musiktexter". Frågan skrevs på förekommen anledning då Carlsson blivit kontaktad av en lärare i Finspång som upprörts av Onkel Kånkels texter från bland annat albumet Onkel Kånkels underbara värld. Justitieministern avfärdade förslaget med hänvisning till yttrandefriheten, och konstaterade att spridandet av sådana texter är ”motbjudande och sorgligt, men tillåtet”.
Även på senare år väckte de uppmärksamhet. I september 2011 medverkade Hammerfalls gitarrist Oscar Dronjak i P3s program Musikguiden där han spelade tre låtar med bandet, bland andra Små strålar av sperma som ledde till att programmet anmäldes till Granskningsnämnden för att ha spelat pedofilrelaterat material.

## Live
Onkel Kånkel har endast genomfört ett fåtal livespelningar under sin karriär, den första på Hultsfredsfestivalen i juni 1993 och en kortare turné hösten 2002 med spelningar i Malmö (KB), Göteborg (Kåren) samt Stockholm (Nalen). Emellertid var bandet inte fulltaligt vid någon av dessa konserter.

## Diskografi
- Svenska Tonårsgrupper Vol 3 (1981) Samlings-LP. Onkel Kånkel bidrar med låten "Nazzepenis i Führerns anus".
- Onkel Kånkels gyllene tider (1983, endast 500 ex,1993 på CD med bonusspår och 2017 på dubbel Lp med fler bonusspår)
- Kalle Anka suger pung (1990, endast 1000 ex)
- Onkel Kånkels underbara värld (1993)
- Gammeldags jul (1994)
- Onkel Kånkels fantastiska äfventyr (1999)
- Blitzkrieg Blepp (2003)
- 1992 släpptes en hyllningsplatta, Kånkelmania, där svenska artister gjorde covers på Onkel Kånkel-låtar.
- Sälla Toner Vol. 1 (2001) Gamla Demos
- Sälla Toner Vol. 2 (2001) Gamla Demos
- Sälla Toner Vol. 3 (2001) Gamla Demos